# 130007 Frankteti
130007 Frankteti è un asteroide della fascia principale. Scoperto nel 1999, presenta un'orbita caratterizzata da un semiasse maggiore pari a 2,7923566 UA e da un'eccentricità di 0,1547181, inclinata di 7,83675° rispetto all'eclittica.